# Alabat
Alabat és un municipi de la província de Quezon, Filipines. D'acord amb el cens de l'any 2000, est té una població de 14.204 persones i 2.989 habitatges.
Vegeu també: Illa Alabat

## Barangayes
Alabat està dividida en 19 barangayes.
| - Angeles - Bacong - Balungay - Buenavista - Caglate - Camagong - Gordon - Pambilan Nord - Pambilan Sud - Barangay 1 (Pob.) | - Barangay 2 (Pob.) - Barangay 3 (Pob.) - Barangay 4 (Pob.) - Barangay 5 (Pob.) - Vila Esperanza - Vila Jesus Aquest - Vila Jesus Weste - Vila Nord - Vila Victoria |